# Grenade (Schiff)
HMS Grenade (H86) war einer der acht Zerstörer der G-Klasse der britischen Royal Navy. Im Zweiten Weltkrieg wurde der Zerstörer mit den  Battle Honours „Atlantic 1939“, „Norway 1940“ und „Dunkirk 1940“ ausgezeichnet.
Die Grenade ging am 29. Mai 1940 während der Operation Dynamo nach mehreren Bombentreffern vor Dünkirchen verloren.

## Geschichte des Schiffs
HMS Grenade war das zweite bei Alexander Stephen and Sons in Auftrag gegebene Zerstörer der G-Klasse. Die Kiellegung des unter der Baunummer 545 entstehenden Schiffs fand am 3. Oktober 1934 statt und am 12. November 1935 lief es auf der Werft in Linthouse (Schottland) vom Stapel. In Dienst gestellt wurde es am 28. März 1936.
Den Namen Grenade hatte in der Navy zuvor nur von 1916 bis 1919 ein eingezogener Raddampfer geführt, der als Minensucher in der Nordsee eingesetzt worden war. Dieses Schiff war als Ausflugsdampfer und Postschiff Grenadier von 1885 bis 1927 vor und nach der Zeit in der Navy aus Oban und Greenock genutzt worden.

### Einsatzgeschichte
Der Zerstörer wurde zunächst gemeinsam mit seinen Schwesterschiffen in der 1. Zerstörerflottille bei der Mediterranean Fleet eingesetzt. Eine Aufgabe der Flottille war die Beteiligung an den sog. Neutralitätspatrouillen vor den spanischen Küsten während des Spanischen Bürgerkriegs. Im Mai 1938 ging die Grenade zu einer Werftliegezeit nach Chatham, wo auch der Kommandant und Teile der Besatzung ausgetauscht wurden. Im August 1938 verlegte der Zerstörer zurück ins Mittelmeer und dann während der Sudetenkrise mit einer Division der Flottille und dem Leichten Kreuzer Arethusa in das Rote Meer und nach Aden.

### Kriegseinsätze
Bei Kriegsbeginn war der Zerstörer einsatzbereit in Alexandria. Vom 22. Oktober bis zum 2. November verlegte er mit dem Flottillenführer Grenville und den Zerstörern Gipsy und Griffin in der zweiten Gruppe der Kontrolle nach Plymouth zum Western Approaches Command und wurde in den Gewässern rund um die britischen Inseln eingesetzt. Zu den Aufgaben gehörte insbesondere die Sicherung von Geleitzügen und Kriegsschiffen in den Gewässern rund um die Britischen Inseln.
Als die Briten den Angriff der Deutschen auf Norwegen  (Unternehmen Weserübung) erkannten, sicherte die Grenade mit den Kreuzern Manchester und Southampton sowie den Zerstörern Janus, Javelin und Eclipse den Konvoi ON 25, der zurückgerufen wurde und dessen Sicherungseinheiten die Aktivitäten der Deutschen aufklären sollten.
Mitte April gehörte der Zerstörer zu einer U-Jagdgruppe südlich der Lofoten mit den Zerstörern Faulknor, Fortune, Escapade und Jupiter.
Anfang Mai 1940 sicherte die Grenade mit Griffin und Imperial den Schweren Kreuzer Devonshire und die französische Montcalm, welche die Deckungsgruppe für die Evakuierung von Namsos bildeten.

### Das Ende derGrenade
Ab dem 28. Mai 1940 wurde die Grenade mit etwa 40 britischen Zerstörern, darunter die Schwesterschiffe Gallant, Grafton und Greyhound, sowie vielen anderen Schiffen bei der Evakuierung der um Dünkirchen eingekesselten alliierten Truppen (Operation Dynamo) eingesetzt. Am 29. Mai 1940 lag das Schiff in Dünkirchen, um Truppen an Bord zu nehmen, als es von deutschen Ju-87-Sturzkampfbombern angegriffen und getroffen wurde. Nach mehreren Bombentreffern, von denen einer durch einen der beiden Schornsteine ging, wurde der Zerstörer in den Hafen hinaus geschleppt, damit die Evakuierungen nicht weiter behindert werden würden. Dort sank Grenade  nach mehreren internen Explosionen.
Am selben Tag ging auch die Grafton verloren und Gallant und Greyhound wurden erheblich beschädigt.